# Gypsophila myriantha
Gypsophila myriantha är en nejlikväxtart som beskrevs av K. H. Rechinger. Gypsophila myriantha ingår i släktet slöjor, och familjen nejlikväxter. Inga underarter finns listade i Catalogue of Life.